# Sistema porta

Diagrama del sistema porta

Un sistema porta se define como un sistema común para muchos animales, en que un conducto o vía de irrigación, se divide ramificándose en pequeños conductos, hasta un punto en el que estos conductillos se unen para volver a formar la vía principal sin cambiar de función. La secuencia de vasos sería: arteria-arteriolas-capilares-vénulas-vena-vénulas-capilares-vénulas-vena, cuando en la secuencia habitual de la microcirculación es la siguiente:
arteria-arteriola-capilar-vénulas-vena, el primer y último vaso sanguíneo son de distinta categoría.  

### Sistema porta del hígado
El sistema de la vena porta está interpuesto entre dos redes capilares opuestas. La primera periférica, es visceral, y las venas que la drenan constituyen la vena porta. La segunda es hepática, se encuentra en la extremidad de las ramas terminales de la vena porta.

### Sistema porta hipotálamo-hipófisis

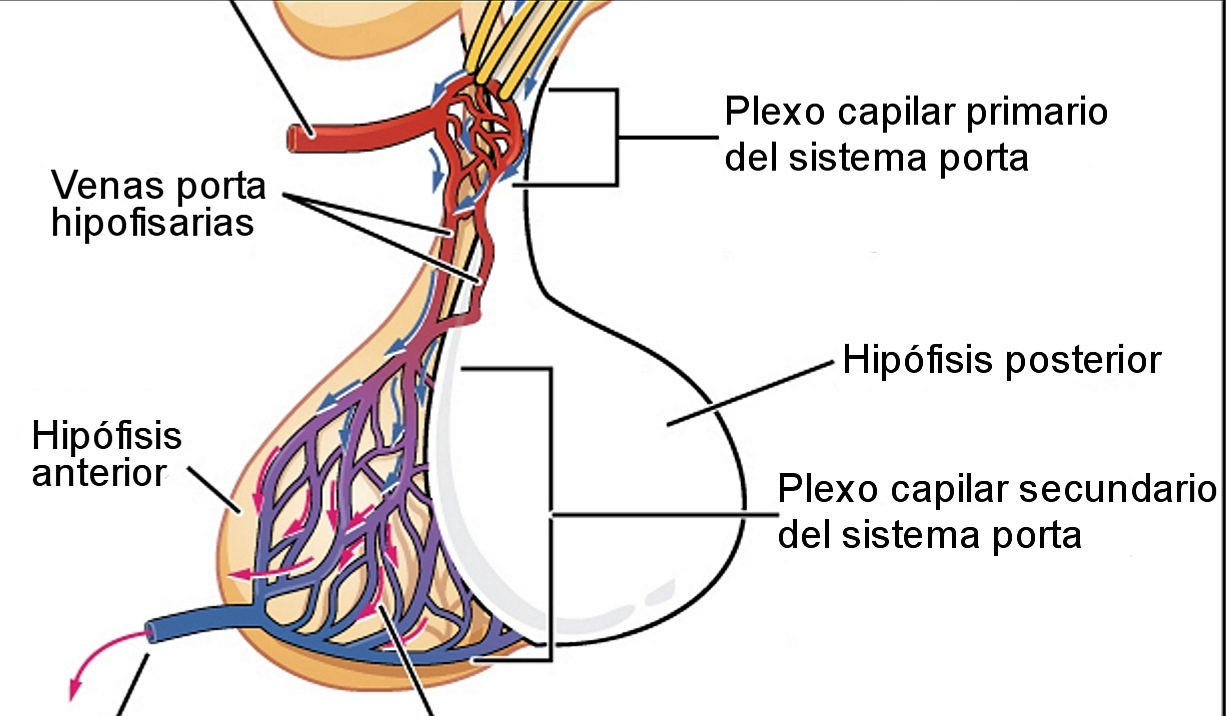
Sistema Porta hipotálamo-hipofisario.

El sistema porta hipotálamo-hipófisis en el extremo superior del tallo hipofisario, es un plexo capilar, que se origina tanto de las arterias hipofisarias superiores, como de las arterias comunicantes posteriores. Esta red sanguínea se continúa hacia abajo, a lo largo del tallo hipofisario, en un sistema de pequeñas venas, llamado sistema portal hipotálamo-hipofisario, que al llegar a la hipófisis anterior, se abre en un nuevo conjunto de capilares.

Este sistema portal, con sus dos redes de capilares, es de importancia en la fisiología, al ser el puente de unión entre el hipotálamo y la hipófisis.

### Sistema porta en el riñón
Cada riñón está irrigado por arterias que son ramas de la arteria aorta, las arterias renales.
La arteria renal se ramifica dentro del seno renal formando la arteria interlobular que va hacia el parénquima del órgano, llegando a la base de las pirámides la arteria se curva formando la arteria arcuata. De la arteria arcuata van a formarse las arterias interlobulillares que ascienden a través de la corteza hacia la cápsula del órgano y a medida que estas arterias ascienden van emitiendo ramas llamadas de arteriolas aferentes, estas arterias forman el glomérulo. 
Del glomérulo sale la arteriola eferente y esta arteriola va a capilarizarse de nuevo para formar los capilares peritubulares. 
La arteria eferente que se encuentra entre las dos redes capilares va a formar el sistema porta arterial renal.

## Alteraciones del sistema porta hepático
Al encontrarnos con una cirrosis hepática, hay afección venosa provocando congestión, y por tanto, obstrucción de las venas y vénulas del hígado. Esta afección deriva la sangre hacia vías alternativas, en este caso, la vena cava. El acúmulo de sangre, la resistencia al empuje de ésta en cada latido y el retorno a vías superiores, puede producir várices esofágicas, hemorroides y una dilatación de las venas de la región umbilical produciéndose lo que llamamos cabeza de medusa.